# Pycnoporus
Pycnoporus là một chi nấm thuộc họ Polyporaceae.